# A költözés (Így jártam anyátokkal)
A költözés az Így jártam anyátokkal című televízió-sorozat második évadának tizennyolcadik epizódja. Eredetileg 2007. március 19-én vetítették, míg Magyarországon egy évvel később, 2008. november 26-án.
Ebben az epizódban Ted és Robin össze szeretnének költözni, de Barney ellopja a költöztetőautót, hogy így szabotálja az eseményeket. Közben Lily és Marshall megtapasztalják, milyen Ted nélkül élni.

## Cselekmény
Ted és Robin úgy döntenek, hogy összeköltöznek. Barney eleinte támogatja ezt, hiszen így megkérheti Lilyt és Marshallt, hogy hadd vigyen fel hozzájuk nőket a bárból, mert ő 23 percre lakik onnan, és ennyi idő alatt rendszeresen elromlanak a dolgok. Végül meggondolja magát, és rádöbben, hogy Ted helytelenül cselekszik. Ezért ellopja a költöztetőautót, és közli telefonon Teddel, hogy csak akkor kaphatja vissza, ha különféle kihívásokat teljesít. Ted belemegy a játékba, de egy idő után elege lesz, és ekkor veszi észre, hogy az autó mindvégig ott volt a bár háta mögött egy sikátorban, és Barney azzal csajozott. Barney szerint azonban nem véletlen, hogy az este így alakult: ő úgy véli, hogy Ted igazából nem is szeretne költözni. Ted azt mondja, hogy ez nem igaz, majd fogja magát és hazaindul Robinhoz. Azonban rögtön kiderül pár kellemetlenség: Robin nem örülne annak, hogy Ted cuccaival lenne tele a lakás, amellett dohányzik is, és egy fegyvermagazinra van előfizetése. Így végül közösen úgy határoznak, hogy mégsem költöznek össze.
Eközben Marshall és Lily élvezik, hogy végre csak az övék a lakás. Hamarosan azonban rájönnek arra, hogy Ted nélkül nehéz az élet, mert ő vásárolt be, az övé volt egy csomó holmi, és ő gondoskodott mindenről. Amikor már a vécépapír is hiányozni kezd, több más holmival egyetemben, Lily és Marshall rájönnek, hogy nem tudnak Ted nélkül élni. Így amikor a költözésből semmi sem lesz, üdvrivalgásban törnek ki.
Az epizód végén Barney felolvas egy TOP10-es listát arról, hogy milyen nevet adott volna a kocsijának, "ha Ted nem lett volna olyan hülye, hogy visszaadja".

## Kontinuitás
- Ted és Robin a "Cuccok" című részben döntötték el, hogy összeköltöznek, ami már láthatóan akkor sem tetszett Barneynak.
- Hogy Robin és Ted a fegyverviselés terén is ellentétes állásponton vannak, a "Hol is tartottunk?" című részben már látható volt.

## Jövőbeli visszautalások
- Az, hogy Robin cigarettázik, a "Valami kölcsönvett" és "A legutolsó cigi" című részekben kap még hangsúlyt.
- Ted és Robin a "Valami kék" című részben szakítanak, és akkor is felemlegetik, hogy az összeköltözés sem jött össze.
- Bár most ragaszkodnak Tedhez, a "Beboszetesza" című részben épp azért költözne el Marshall és Lily saját lakásba, mert nem bírják együtt Teddel.
- Robin és Ted végül "A nem apák napja" című részben költöznek össze, és a "Nem sürgetlek" című epizódban költözik el véglegesen, amikor Ted kérdésére megmondja neki, hogy nem szereti.

## Érdekességek
- Barney TOP10-es listája a nevekről, amit a kocsijának adott volna, az alábbi: Szexkombájn, Tekertaxi, FelcsipCadillac, Szűzoltó, Nyelves vontató, Kéjjármű, Nyomnibusz, Ford Mufftáng, Numeraverda, 69-es Chevy.
- Barney ellopja a költöztetőautót és a bár mögé viszi, miközben az előző epizódból éppen az derült ki, hogy nem tud vezetni.
- Lily azzal viccelődik, hogy az apja nem fizet ki egy második esküvőt is – igazából a "Pofonadás 2: A pofon visszaüt" című epizód tanúsága szerint ott sem volt az esküvőn, annyira rossz viszonyban vannak.
- Mikor Barney elesik a költöztetőautó hátuljában, egy pillanatra lehet látni Neil Patrick Harris nadrágján a felcsíptetett mikroport világítását.
- Robinnak nem tetszik az ötlet, hogy tévé kerüljön a hálószobába, míg a "Házassági szerződés" című részben kifejezetten azért van ott egy, mert szereti szex közben magát nézni a hírekben.

## Vendégszereplők
- Rachelle Lefevre – Sarah
- Jessica Barth – templomi lány
- Ella Thomas – 1. lány
- Necar Zadegan – 2. lány
- Ailsa Marshall – 3. lány

## Zene
- The Solids – Soap On Your Skin